# Ясиновский, Пинхас
Пинхас Ясиновский (Pinchas Jassinowsky; 1886, Романовка, Бердичевский уезд Киевской губернии — 1954/55, Нью-Йорк) — американский композитор и музыковед, известный кантор.

## Биография
Начинал в хоре кантора Пини Минковского (1859—1924) в Херсоне. В это время он начинает интересоваться классической европейской музыкой и уезжает в Санкт-Петербург учиться в консерватории.
В Петербурге его замечает известный композитор из большой пятерки Цезарь Антонович Кюи (род. 1835), который дает рекомендацию для поступления в императорскую консерваторию. Во время учёбы его учителями были Александр Глазунов и Николай Соколов. В то же время он становится помощником хормейстера Хоральной синагоги.
После окончания консерватории (1915) П. Ясиновский выступает с гастролями в Скандинавии, где выступает с сольными концертами и читает лекции по еврейской музыке.
С 1917 года живёт в США. В Америке первые выступления в качестве кантора проходят в Сент-Луисе, которые получают восторженные отзывы среди музыкальных критиков и прессы. Особо подчеркивалось сочетание традиционных мотивов и современной аранжировке музыки.
Известен период его работы с Обществом еврейской народной музыки в Петрограде в 1920-е годы.
После работы в одной из крупных синагог на Среднем Западе США, он начинает служить в одной из крупнейших синагог Нью-Йорка. Также был одним из лидеров Hazzanim Farband — старейшей ассоциации канторов США, основанной в 1897 году.
Его произведения входят в известный Milken Arkhive of American Jewish Music.

## Творчество
Автор многих музыкальных произведений, в том числе Ve-Hayah be-Aharit ha-Yamim (Isa. 2:1-4) (Пророчество Исайи) написанного к открытию Еврейского университета в Иерусалиме (1925), Aseret ha-Dibberot («Десять заповедей»), Shirat ha-Be’er («The Song of the Well»), Ba-Yom ha-Hu (Isa. 26:1-4), музыку к еврейским народным песням, детским песням и песням к еврейским осенним праздникам.
Песни П. Ясиновского в репертуаре М. Д. Александровича и других певцов, исполняющих еврейские песни.

### В Библиотеке Конгресса
1. Symphonic poems … New York, Bloch publishing co., 1936. 32 р.
2. Hymns and prayers for evening and morning Sabbath services; for cantor, choir, congregational singing and organ, New York, Bloch Pub. co. [n.d.]
3. At my cradle (string orchestra) [n.p., n.d.]
4. Anthems for the high holy days, for cantor, choir and congregation … New York, «Renanah» [c1927], 1 v.
5. Simfonishe gezangen (lider, muzik un poemen), Nyu York, Farlag "Renanah, " 1936, 696, 126 p.

### В Национальной библиотеке Британии
1. Music in Jewish thought : selected writings, 1890—1920 / compiled by Jonathan L. Friedmann. Jefferson, N.C. : McFarland, 2009. 206 p. (Jewish sacred music. The music of the Jews (1898) / Sam L. Jacobson ; Synagogal music (1906) / Francis L. Cohen ; Jewish music (1917) / Francis L. Cohen ; Music of the synagog (1915) / Jacob Singer ; Hebrew music (1919) / Lewis M. Isaacs ; The music of the synagogue (1917) / David de Sola Pool — Studies in Jewish music. The music of the Psalms (1894) / Naphtali Herz Imber ; The music of the ghetto (1898) / Naphtali Herz Imber ; Jewish singers (1910) / Mendel Silber ; Composers and players (1910) / Mendel Silber ; The Russian Jewish folk-song (1917) / Kurt Schindler ; Hazzanim and hazzanut (1920) / Pinchos Jassinowsky — Reviving Jewish music. Solomon Sulzer : reminiscences of Vienna (1890) / Benjamin Franklin Peixotto ; The life of Salomon Sulzer (1903) / Adolph Guttman ; Music of the synagogue (1895) / Gustav Karpeles ; Secular currents in the synagogal chant in America (1918) / Joseph Reider ; A revival of Jewish music (1919) / Joseph Reider ; The future of Jewish music (1919) / Jerome H. Bayer ; Music in the religious school (1919) / Louis Grossman.)
2. Onward, Jewish Legion. (Hymn of the Jewish Legion.) Words by S. Weimper. Yid., Hebr.& Eng. [New York?], [1919.]
3. The Prophecy of Isaiah. (Chap.11,2.), c1925.